# Greta Johansson
Anna Teresa Margareta "Greta" Johansson (Estocolmo, 9 de janeiro de 1895 – San Mateo, 28 de janeiro de 1978) foi uma saltadora e nadadora sueca que competiu em provas de saltos ornamentais por seu país.
Greta é a detentora da primeira medalha olímpica feminina da extinta prova da plataforma alta, nos Jogos de Londres 1908, quando conquistou a vitória do evento. A segunda conquista, de prata, veio quatro anos mais tarde, na plataforma alta. Além dos saltos ornamentais, praticou ainda natação. Na cidade estadunidense de San Mateo, na Califórnia, faleceu aos 83 anos de idade.